# Soszów Wielki
Soszów Wielki (cz. Velký Sošov, 885 m n.p.m.) – szczyt górski w Paśmie Stożka i Czantorii w Beskidzie Śląskim. Grzbietem przez szczyt biegnie granica państwowa pomiędzy Polską a Czechami.
Leży pomiędzy szczytami Cieślara na południu i Małego Soszowa na północy. Wierzchowina szczytowa spłaszczona i wyciągnięta w kierunku zachodnim. Stoki zachodnie dość strome, rozczłonkowane dolinkami kilku cieków wodnych, opadają do doliny Głuchówki, już po stronie czeskiej. W kierunku północno-wschodnim, niżej zakręcając na północ, tworzy dość długi grzbiet oddzielający potok Jawornik od jego dopływu. Na dolnym końcu tego grzbietu znajduje się wzniesienie Cupel. Polska część stoków znajduje się w granicach miasta Wisła w województwie śląskim, powiecie cieszyńskim.
Soszów Wielki jest punktem widokowym. Panorama widokowa obejmuje dużą część Beskidu Morawsko-Śląskiego, widoczny jest Stożek Wielki, zachodnia część Małej Fatry, grzbiet Jaworników, grzbiet Wielkiego i Małego Połomu, głębokie wcięcie doliny Łomnej, szczyty Kałużny, Kozubowa, Ostry, Jaworowy z wieżą przekaźnika TV i Łysa Góra (1323 m) z masztem TV.
Około 500 m na północ od szczytu, stoi prywatne schronisko turystyczne na Soszowie Wielkim, zbudowane w 1932 r. Obok schroniska znajduje się węzeł szlaków turystycznych prowadzących w kierunku Czantorii Wielkiej i Stożka oraz m.in. do Wisły Jawornika. Przez szczyt przebiega Główny Szlak Beskidzki. Na grzbiecie granicznym, nieco na północ od szczytu, znajduje się pensjonat górski „Zagroda Lepiarzówka”.

## Turystyka
z Czantorii Wielkiej przez przełęcz Beskidek – 1:15 godz., z powrotem 2 godz.,
 ze Stożka – 1.15 godz., z powrotem 1:30 godz.,
 z Wisły Uzdrowisko – 2:15 godz., z powrotem 1:45 godz.,
 z Nydka.
Na północno-wschodnim zboczu Soszowa Wielkiego znajduje się Stacja Narciarska Soszów z wyciągiem krzesełkowym, wyciągiem orczykowym, 3 wyciągami talerzykowymi i prawie 6 km tras narciarskich o różnym stopniu trudności.

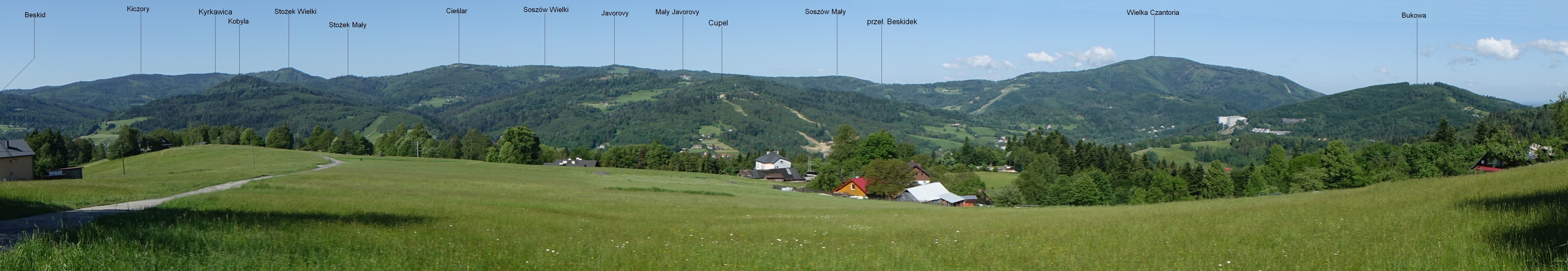
Widok na Soszów Wielki z osiedla Jarzębata pod Kamiennym
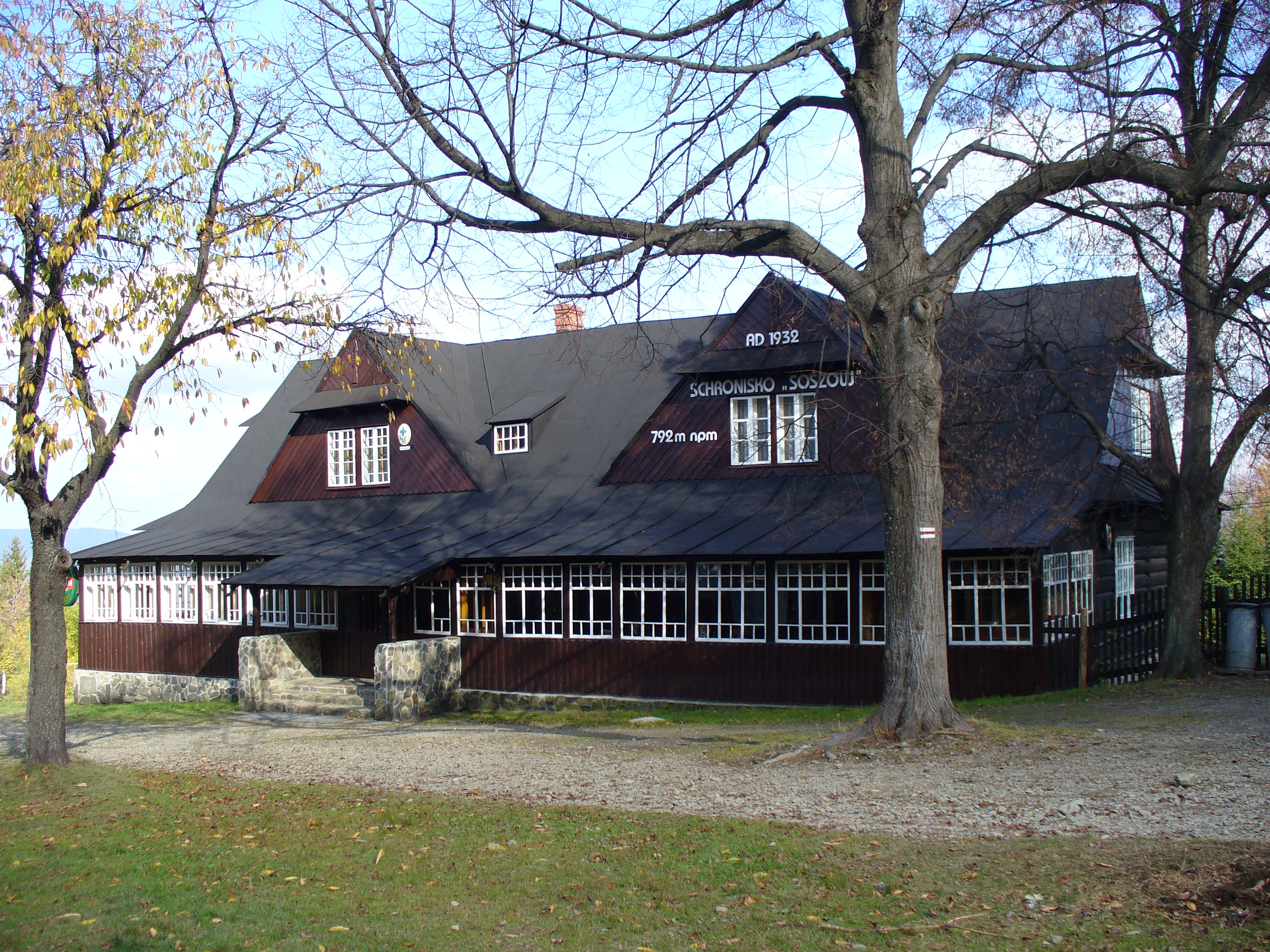
Schronisko turystyczne na Soszowie Wielkim